# Červený Hrádok
Červený Hrádok je obec na Slovensku v okrese Zlaté Moravce. Žije zde 442 obyvatel.

## Geografie
Červený Hrádok leží v severozápadní části Pohronské pahorkatiny v nadmořské výšce 183 m, katastr se rozkládá mezi 170 a 220 metry n.m. Má charakter pahorkatiny, podkladem jsou třetihorní jíly a štěrky, kryté spraší. Většina území je odlesněna, na jihovýchodě jsou zbytky dubových a akátových lesů.

## Historie
První písemná zmínka o obci pochází z roku 1386 (udávána jako Verusuar). Z pozdějších pramenů jsou doloženy názvy Veresuar (1397), Weresswar (1773), Verešvár (1920), Červený Hrádok (1927), maď. Vörösvár, Barsvörösvár. Obec patřila panství Jelenec, od konce 17. století místním zemanům (rodinám Bacskády, Beliczay, Gaál, Majthényi, Tajnay a Révay). V první polovině 17. století trpěla tureckou okupací, obyvatelé byli nuceni Turkům platit v penězích i naturáliích.
Obyvatelé se živili především zemědělstvím, tradici má pěstování vína. Tento ráz si obec udržela dodnes.